# Francisco Letamendia Belzunce
Francisco Letamendía Belzunce (Sant Sebastià, 5 de febrer de 1944) és un escriptor i professor universitari de Ciència política basc. També havia estat polític, militant d'EIA, EE i HB, així com membre d'Euskadi Ta Askatasuna sota l'àlies d'Ortzi.

## Infància i formació
Francisco Letamendia va néixer a Sant Sebastià en el si d'una família donostiarra ben posicionada econòmicament i de tradició monàrquica. Va estudiar Dret a la Universitat de Barcelona.

## Implicació en política
La seva implicació en política va començar durant la dictadura franquista quan va començar a destacar-se com advocat defensor de presos bascos que lluitaven contra la dictadura, especialment després del Procés de Burgos, en el qual va participar com defensor i sobre el qual va escriure un llibre. Durant els primers anys 70 s'exilia al País Basc del Nord on entaula contacte i conviu amb exiliats de diferents faccions d'Euskadi Ta Askatasuna. Letamendia va estar en l'òrbita d'ETA VI Assemblea. Va tornar de l'exili a l'abril de 1975 establint-se de forma definitiva en territori espanyol a l'agost de 1976. Militant del partit polític Euskal Iraultzarako Alderdia (EIA), marxista i independentista; Letamendia es converteix al capdavant de llista per Guipúscoa per a les eleccions generals espanyoles de 1977 de la coalició electoral Euskadiko Ezkerra (EE) en la qual s'integra el seu partit.

## Diputat del Congrés
En les eleccions del 15 de juny de 1977 és elegit diputat i es converteix en l'únic representant d'EE en el Congrés. Durant la Legislatura Constituent d'Espanya (1977-1979) va ser un diputat molt actiu i es va convertir en una de les veus més crítiques i polèmiques del Congrés. Va Estar integrat en el Grup Mixt de les Minories Catalana i Basca que agrupava a diputats nacionalistes bascos i catalans de diferents formacions polítiques. Les seves intervencions van arribar a causar sensació i va publicar un llibre contant les seves experiències parlamentàries. Va ser un dels parlamentaris bascos que va reclamar l'amnistia total dels presos d'ETA votant contra la Llei d'Amnistia. També va ser un dels pocs congressistes que van votar en contra de la Constitució Espanyola de 1978, el 21 de juliol de 1978, ja que aquesta no preveia el dret d'autodeterminació.
En l'estiu de 1978 es va enemistar amb el seu partit, va abandonar EIA i va manifestar públicament el seu suport a la recien creada coalició Herri Batasuna. Després d'abandonar el Grup Mixt Basc-Català en el mes d'octubre, va dimitir finalment del seu càrrec el 8 de novembre, 4 mesos abans que finalitzés la Legislatura. Va ser substituït per Patxi Iturrioz. Al dimitir publicà una Carta oberta als bascos que em van votar en la qual acusava a la Unió de Centre Democràtic (UCD) d'intentar fer-lo callar en el Parlament i als partits EMK i EIA que sustentaven la coalició Euskadiko Ezkerra, d'haver-li forçat a dimitir.
A les eleccions generals espanyoles de 1979, celebrades en el mes de març, encapçala la llista electoral de la coalició nacionalista Herri Batasuna a la província de Biscaia, i fou escollit de nou diputat per a la I Legislatura d'Espanya (1979-82). A diferència de la legislatura anterior, Letamendia no va participar en cap sessió del Congrés ni va prendre possessió de la seva acta de diputat, per la consigna de la seva coalició de no prendre part en les institucions polítiques espanyoles. En el mes de desembre va ser jutjat juntament amb Telesforo de Monzón per apologia del terrorisme. A les eleccions al Parlament Basc de 1980 fou escollit també parlamentari en la candidatura d'Herri Batasuna, però tampoc participaria en les institucions autonòmiques basques per la política d'Herri Batasuna de boicotejar les institucions autonòmiques.

## Allunyament de la política
El 1982 va marxar a viure a París per a evitar diversos processos judicials oberts i un suplicatori en marxa pel qual, a pesar de no estar present el dia dels fets, se'l pretenia jutjar per l'incident de la Casa de Juntes de Gernika en el qual càrrecs electes d'Herri Batasuna van cantar l'Eusko gudariak en la visita del rei Joan Carles I. A França es produí el seu distanciament polític amb HB en considerar que calia que disminuís la influència d'ETA-m en Herri Batasuna. En 1983 abandonà la coalició.
Durant la seva estada de tres anys a París impartí classes d'història basca a la Universitat de Vincennes-St.Denis i preparà la seva tesi sobre nacionalisme i violència amb la qual es doctora en història social per la Universitat de París VIII Vincennes-Saint-Denis. En 1985 retornà al País Basc dedicant-se a la docència com a professor de Ciències Polítiques a la Universitat del País Basc i a la publicació de llibres de caràcter històric i polític, centrats principalment en el nacionalisme basc. Des de 1985 ha romàs allunyat de l'activitat política.

## Polèmica amb Edurne Uriarte
Francisco Letamendia va tornar a aparèixer en els mitjans de comunicació espanyols el febrer de 2002, quan aquests es van fer ressò del contenciós que mantenia Letamendia amb la també professora de Ciències Polítiques a la Universitat del País Basc, Edurne Uriarte. Uriarte i Letamendia opositaren el 2001 per a una càtedra de Ciències Polítiques a la UPV. Ambdós professors presentaven un perfil polític oposat. Uriarte era membre fundadora del Fòrum Ermua i integrant de ¡Basta Ya! i havia estat poc abans víctima d'un atemptat fallit d'ETA, quan la banda armada va col·locar una bomba de 3,5 quilos de dinamita en l'ascensor de la Facultat de Ciències Socials de la UPV que, segons la investigació de l'Ertzaintza, hagués acabat amb la vida de diverses persones i hagués derruït part de l'edifici

## Obres
- El proceso de Euskadi en Burgos. Varios autores. Ruedo Ibérico (1971).
- Historia de Euskadi: el nacionalismo vasco y ETA. Ruedo Ibérico (1975).
- Los vascos: ayer, hoy y mañana. Edit. Mugalde (1976).
- Denuncia en el parlamento. Edit. Txertoa (1978).
- Los vascos: síntesis de su historia. Lur (1978).
- El no vasco a la reforma. Edit. Txertoa (1979).
- Breve historia de Euskadi: de la prehistoria a nuestros días. Ruedo Ibérico (1980).
- El chivo expiatorio. Elkar (1980).
- Euskadi, pueblo y nación. Edit. Kriselu (1990).
- Derechos humanos y revolución francesa. Amb M. A. García Herrera. Universidad del País Vasco (1991).
- Nazionalismoa eta beste ideologia garaikide. Gaiak Arg. (1992).
- Cooperación Transfronteriza Euskadi-Aquitania. Aspectos políticos, económicos y de Relaciones Internacionales. Amb Antón Borja y José Luis de Castro. Universidad del País Vasco (1994).
- Historia del nacionalismo vasco y de ETA: Introducción a la historia del País Vasco. ETA en el franquismo. (1951-1976). R&B Ediciones (1994).
- Historia del nacionalismo vasco y de ETA: ETA en la transición (1976-1982). R&B Ediciones (1994).
- Historia del nacionalismo vasco y de ETA: ETA y el gobierno del PSOE (1982-1992). R&B Ediciones (1994).
- Juego de espejos: conflictos nacionales centro-periferia. Edit. Trotta (1997).
- Nacionalismo no mundo. Edit. Laiovento (1997).
- La construcción del espacio vasco-aquitano: un estudio multidisciplinar. Amb Antón Borja y Kepa Sudupe. Universidad del País Vasco (1998).
- Nacionalidades y regiones en la Unión Europea. Edit. Fundamentos (1999).
- Propuestas para un nuevo escenario, democracia, cultura y cohesión social. Amb Mikel Gómez Uranga, Iñaki Lasagabaster y Ramón Zallo. Manu Robles Arangiz Institutua (1999).
- Game of mirrors: centre-periphery national conflicts. Ashgate (2000).
- Cocinas del mundo: la política en la mesa. Amb Christian Coulon. Edit. Fundamentos (2000).
- Ciencia política alternativa: su aplicación al País Vasco e Irlanda del Norte. Edit. Fundamentos (2002).
- Redes políticas en la CAPV y en Iparralde. Erein (2002).
- ELA 1976-2003: sindicalismo de contrapoder. Fund. Manu Robles-Aranguiz (2004).
- Redes transfronterizas intervascas. Amb Igor Ahedo y Noemí Etxebarria. Universidad del País Vasco (2004).
- Euskal Herriko sukaldaritza. Amb J. Angel Iturbe. Ibaizabal Edelvives (2004).
- Acción colectiva Hegoalde-Iparralde. Edit. Fundamentos (2006).
- Democracia, Ciudadanía y Territorialidad. Amb Igor Ahedo y Maite Zelaia. IVAP (2008).
- Estructura política del mundo del trabajo: fordismo y posfordismo. Editorial Tecnos (2009).
- Pueblos y fronteras en el altiplano andino. Koordinatzailea. Fundamentos (2011).
- Indigenismo en Suramérica. Los aymaras del altiplano. Koordinatzailea. Fundamentos (2011).
- La mujer en la cueva. Txertoa (2012)[9]
- El hilo invisible: identidades políticas e ideologías. Universidad del País Vasco (2013)[10]